# MACS Maritime Carrier Shipping
Die MACS Maritime Carrier Shipping GmbH & Co. (kurz meist MACS genannt) ist eine 1970 gegründete Hamburger Reederei, die in der Afrika-Linienfahrt tätig ist.

## Geschichte
Das Unternehmen wurde 1970 von Felix Scheder-Bieschin zunächst als Linienagentur gegründet. Zusammen mit einem Partner beschäftigte MACS sich im Fruchthandel mit Südamerika, der über Schiffe der brasilianischen Reederei Aliança abgewickelt wurde. Ende der 1970er Jahre wurde die Partnerschaft aufgelöst, woraufhin MACS zwei gebrauchte Schiffe übernahm und ab 1979 begann einen Liniendienst zwischen Europa und Südafrika aufzubauen. Im Jahr 1983 übernahm MACS den konkurrierenden AESL-Service der Rotterdamer Unternehmens Steenkool & Handelsvereeniging und trat 1992 der Europa-Südafrika-Konferenz bei. Seitdem wurde die Flotte anfangs mit Zukäufen und später durch Neubauten ausgebaut. In den Jahren 1997/98 erhielt die Reederei drei Neubauten der Amber-Lagoon-Klasse, von denen zwei auf einem neueröffneten Liniendienst zwischen Südafrika und dem Golf von Mexiko eingesetzt wurden und 2013 übernahm das Unternehmen vier neue Einheiten der Blue-Master-II-Klasse. Seit Frühjahr 2016 betreibt die Reederei einen Liniendienst von Nordeuropa zu amerikanischen und mexikanischen Häfen im Golf von Mexiko sowie bei Bedarf an der US-Ostküste.
Die vorwiegenden Ladungen der Reederei sind Container, Stückgüter, trockene und flüssige Massengüter, Projektladungen und Schwergut sowie rollende Ladungen. Daneben werden Frachtschiffsreisen angeboten. MACS hat Niederlassungen in Hamburg und Kapstadt und Büros in Antwerpen, Leixões, Lissabon, London, Rotterdam, Durban, Johannesburg und Richards Bay, in denen zusammen etwa 85 Mitarbeiter beschäftigt werden. 2013 umfasste die Flotte 14 Mehrzweckschiffe, 2021 sind es zehn Schiffe. Das seemännische Personal umfasst rund 350 Seeleute. MACS ist Mitglied der Trampreeder-Kooperation Trampko.

## Die Schiffe der Reederei (Auswahl)
| MACS-Reedereiflotte                     | MACS-Reedereiflotte                                       | MACS-Reedereiflotte | MACS-Reedereiflotte | MACS-Reedereiflotte                                                              | MACS-Reedereiflotte |
| Bauname                                 | Bauwerft/ Baunummer                                       | IMO-Nummer          | Ablieferung         | Auftraggeber                                                                     | Umbenennungen und Verbleib |
| --------------------------------------- | --------------------------------------------------------- | ------------------- | ------------------- | -------------------------------------------------------------------------------- | --- |
| Kentucky Home                           | Mitsui Engineering & Shipbuilding/ 1010                   | 7374228             | 11. März 1975       | Quasars Navigation Corporation, Monrovia                                         | 1985 Mount Imitos, 1986 als Mito für MACS, 1993 Al Aliyu, ab 14. September 2000 in Alang verschrottet                                                                                             |
| Norbeth                                 | Uljanik/ 292                                              | 7038472             | Juni 1971           | I/S Norbeth, Oslo                                                                | 1978 Taurus, 1981 Arica, 1985 Tropical Isle, 1987 als Golden Isle zu MACS, 1998 Viborg, 2009 in Alang verschrottet                                                                                |
| Blue Master                             | Uljanik/ 294                                              | 7110359             | November 1971       | I/S Car Master, Oslo                                                             | 1984 Nahoda Biru, 1986 als Blue Master zu MACS, ab 7. Mai 2009 in Alang verschrottet |
| Silverfjord                             | Uljanik/ 295                                              | 7115048             | 25. Januar 1972     | Silverfjord Shipping Company, London                                             | 1983 Chung Shing, 1987 Silverfjord, ab 7. Juni 2009 in Alang verschrottet |
| Fort Nelson                             | Sanoyas Mizushima/ 343                                    | 7375571             | 12. August 1975     | Canadian Pacific (Bermuda), Hamilton                                             | 1988 als Elso zu MACS, 1994 Ismini, 1999 Petalis, 2005 Pacific No.1, ab 14. Februar 2009 in Alang verschrottet                                                                                    |
| Costa Arabica                           | Italcantieri/ 4373                                        | 7824675             | Juli 1981           | Costa Armatori, Genua                                                            | 1984 Conti Hammonia, 1985 Manhattan, 1986 Conti Hammonia, 1987 ALS Dedication, 1989 Conti Hammonia, 1991 Bandama, 1992 Natal, 1994 als Green Cape zu MACS, ab 16. Juli 2010 in Alang verschrottet |
| Costa Ligure                            | Italcantieri/ 4374                                        | 7824687             | 4. Dezember 1981    | Costa Armatori, Genua                                                            | 1984 Conti Bavaria, 1985 Genova, 1986 Conti Bavaria, 1989 Columbine, 1994 als Diamond Land zu MACS, ab 14. Februar 2010 in Alang verschrottet                                                     |
| Mint Ace                                | Yardımcı Gemi İnşa 007                                    | 9148790             | 25. Oktober 1997    | Lomax World                                                                      | 1999 CEC Ace, 2000 Mekong Bright, 2010 Black Rhino, so in Fahrt |
| Amber Lagoon                            | Shanghai Shipyard/ 167                                    | 9138123             | Juni 1997           | Amber Lagoon Shipping Vineta Bereederungsgesellschaft MACS Shipping, Hamburg     | so in Fahrt |
| Purple Beach                            | Shanghai Shipyard/ 168                                    | 9138135             | Februar 1998        | Purple Beach Shipping Vineta Bereederungsgesellschaft MACS Shipping, Hamburg     | 2017 Abbruch in Aliağa |
| Grey Fox                                | Shanghai Shipyard/ 169                                    | 9151905             | 30. Juni 1998       | Grey Fox Shipping Vineta Bereederungsgesellschaft MACS Shipping, Hamburg         | 2018 Grey, ab 15. August 2018 in Gadani verschrottet |
| Cape Denison                            | Dalian Shipyard/ mc300-1                                  | 9231119             | 24. Juli 2002       | Cape Denison Schiffahrtsgesellschaft Columbia Shipmanagement                     | 2004 CCNI Hong Kong, 2006 Cape Denison, 2006 Tasman Explorer, 2009 Pacific Destiny, 2010 Bright Horizon, 2011 Cape Denison, 2013 als Bright Horizon zu MACS, so in Fahrt                          |
| Red Cedar                               | Xiamen Shipyard/ 439A                                     | 9231092             | 27. Oktober 2001    | Vineta Bereederungsgesellschaft, Hamburg                                         | so in Fahrt |
| Bright Horizon                          | Dalian Shipyard MC300-1                                   | 9231119             | 24. Juli 2002       | Vineta Bereederungsgesellschaft, Hamburg                                         | so in Fahrt |
| Blue Master II                          | China Changjiang Shipping Group Qingshan Shipyard/ JSH403 | 9465411             | 7. Mai 2013         | MACS Maritime Carrier Shipping, Hamburg Vineta Bereederungsgesellschaft, Hamburg | so in Fahrt |
| Golden Karoo                            | China Changjiang Shipping Group Qingshan Shipyard/ JSH404 | 9465423             | 8. Juli 2013        | MACS Maritime Carrier Shipping, Hamburg Vineta Bereederungsgesellschaft, Hamburg | so in Fahrt |
| Bright Sky                              | China Changjiang Shipping Group Qingshan Shipyard/ JSH405 | 9465435             | 18. Juli 2013       | MACS Maritime Carrier Shipping, Hamburg Vineta Bereederungsgesellschaft, Hamburg | so in Fahrt |
| Green Mountain                          | China Changjiang Shipping Group Qingshan Shipyard/ JSH406 | 9502312             | 28. August 2013     | MACS Maritime Carrier Shipping, Hamburg Vineta Bereederungsgesellschaft, Hamburg | so in Fahrt |
| Cielo di Vancouver                      | Shanghai Shipyard/ 181                                    | 9225249             | 27. Juni 2002       | d’Amico Società di Navigazione, Rom                                              | 2014 als Silverfjord zu MACS, so in Fahrt |
| Cielo di Monfalcone                     | Shanghai Shipyard/ 182                                    | 9225251             | 15. November 2002   | d’Amico Società di Navigazione, Rom                                              | 2014 als Yellowstone zu MACS, so in Fahrt |
| Calabria                                | Jiangdu Yuehai/ bc32000004                                | 9262560             | 29. September 2004  | F.H. Bertling, Hamburg                                                           | 2016 als Diamond Land zu MACS, so in Fahrt |
| Lloyd’s Register, Equasis, grosstonnage |                                                           |                     |                     |                                                                                  | |